# Herrera del Duque (kommun)
Herrera del Duque är en kommun i Spanien.   Den ligger i provinsen Provincia de Badajoz och regionen Extremadura, i den centrala delen av landet, 170 km sydväst om huvudstaden Madrid. Antalet invånare är 3 707.